# Tak Bai
Tak Bai (em tailandês: ตากใบ) é um distrito da província de Narathiwat, no sul da Tailândia.